# イリーナ・キンゼルスカ

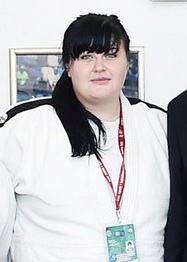

イリーナ・キンゼルスカ（Iryna Kindzerska 1991年6月13日- ）は、アゼルバイジャンの柔道選手。ウクライナのフメリニツキー州出身。階級は78kg超級。身長180cm。体重125kg。

## 人物
ウクライナ代表として、2007年のヨーロッパユースオリンピックフェスティバル70kg超級で優勝した。2009年のヨーロッパジュニア78kg超級で優勝するが、世界ジュニアでは2位にとどまった。2010年の世界ジュニアでは5位に終わった。その後、シニアの大会で一定の成績を収めて2012年のロンドンオリンピックに出場を果たすも、準々決勝で中国の佟文に脇固めで敗れた。その後の3位決定戦でも地元イギリスのカリーナ・ブライアントに合技で逆転負けして5位に終わった。2013年にはヨーロッパ選手権で3位となった。2015年には グランドスラム・パリとグランドスラム・東京で3位になった。2016年のリオデジャネイロオリンピックには国内の代表争いに敗れて出場できなかった。2017年2月のグランプリ・デュッセルドルフでは決勝で田知本愛を破って優勝した。その直後に国籍をアゼルバイジャンに変更すると、5月のイスラム諸国連帯競技大会で2位となった。2017年の世界選手権では準決勝で中国の于頌に敗れるも3位となった。2021年7月に日本武道館で開催された東京オリンピックでは準決勝で日本の素根輝に合技で敗れたが、その後の3位決定戦に勝利して銅メダルを獲得した。その後、引退を表明した。

## 主な戦績
70kg超級での戦績
- 2007年 - ヨーロッパカデ選手権　3位
- 2007年 - ヨーロッパユースオリンピックフェスティバル　優勝

78kg超級での戦績
- 2008年 - 世界警察選手権　3位
- 2009年 - ヨーロッパジュニア　優勝
- 2009年 - 世界ジュニア　2位
- 2010年 - ベルギー国際　ジュニアの部　優勝　シニアの部　3位
- 2010年 - ワールドカップ・カイロ　3位
- 2010年 - ヨーロッパオープン・ブカレスト　2位
- 2010年 - ワールドカップ・ウランバートル　3位
- 2010年 - 世界ジュニア　5位
- 2011年 - グランプリ・バクー　3位
- 2011年 - ワールドカップ・マドリード　3位
- 2011年 - ワールドカップ・リスボン　3位
- 2011年 - ワールドカップ・アルマトイ　3位
- 2011年 - ワールドカップ・ミンスク　3位
- 2011年 - グランプリ・アブダビ　3位
- 2012年 - ロンドンオリンピック　5位
- 2013年 - ヨーロッパ選手権　3位
- 2013年 - ヨーロッパオープン・マドリード　3位
- 2014年 - グランプリ・アスタナ　2位
- 2014年 - グランプリ・タシュケント　2位
- 2014年 - グランプリ・チェジュ　3位
- 2015年 - グランドスラム・パリ　3位
- 2015年 - グランプリ・チェジュ　3位
- 2015年 - グランドスラム・東京　3位
- 2016年 - グランプリ・ブダペスト　3位
- 2017年 -　グランプリ・デュッセルドルフ　優勝
- 2017年 -　イスラム諸国連帯競技大会　2位
- 2017年 - ヨーロッパオープン・ミンスク　3位
- 2017年 -　世界選手権　3位
- 2017年 - グランドスラム・アブダビ　2位
- 2018年 -　グランドスラム・パリ　3位
- 2018年 -　グランドスラム・デュッセルドルフ　3位
- 2018年 -　世界団体　5位
- 2018年 -　グランドスラム・アブダビ　3位
- 2018年 - グランプリ・タシュケント　優勝
- 2019年 - グランプリ・テルアビブ　優勝
- 2019年 - グランドスラム・パリ　2位
- 2019年 - グランドスラム・デュッセルドルフ　3位
- 2019年 - グランプリ・アンタルヤ　優勝
- 2019年 - グランドスラム・バクー　3位
- 2019年 - ヨーロッパ競技大会 3位
- 2019年 - グランプリ・ザグレブ　3位
- 2019年 -　ワールドマスターズ　2位
- 2020年 -　グランドスラム・デュッセルドルフ　2位
- 2020年 - ヨーロッパ選手権　2位
- 2021年 -　ワールドマスターズ　2位
- 2021年 -　東京オリンピック　3位

(出典、JudoInside.com)